# Walter Alvarez
Ne doit pas être confondu avec le physicien Luis Walter Alvarez (son père).
Pour les articles homonymes, voir Álvarez.
Walter Alvarez (3 octobre 1940) est un géologue américain. Il est surtout connu pour sa théorie sur l'extinction des dinosaures développée avec l'aide du physicien Luis Walter Alvarez (son père), du chimiste Frank Asaro et de la chimiste Helen Michel dans les années 1970-80. D'après lui, les dinosaures disparurent à la suite de l'impact d'une météorite de plus de 10 km de diamètre avec la Terre voici 65 millions d'années, ce qui expliquerait l'anomalie de concentration d'iridium de l'extinction du Crétacé.
Ce type d'impact a formé le cratère de Chicxulub au Mexique.

## Biographie
Né à Berkeley (Californie), Álvarez est le fils de Luis Walter Alvarez, prix Nobel de physique, et de Geraldine Smithwick. Son grand-père était le docteur Walter C. Álvarez et son arrière-grand-père, né en Espagne, était également le docteur Luis F. Álvarez, qui a travaillé comme médecin à Hawaï et a développé une méthode pour améliorer le diagnostic de la lèpre maculaire.
La mère d'Álvarez a influencé son enthousiasme pour la géologie et les roches. Álvarez a obtenu un baccalauréat ès sciences en géologie en 1962 de l'Université Carleton au Minnesota, et a obtenu un doctorat, également en géologie, de l'Université de Princeton en 1967. Il a travaillé pour American Overseas Petroleum Limited de 1967 à 1970 aux Pays-Bas et en Libye, coïncidant dans ce dernier pays avec la révolution de Mouammar Kadhafi.
Intéressé par la géologie archéologique, il a quitté la compagnie pétrolière et a passé du temps en Italie, étudiant le volcanisme à l'époque de l'Empire romain et son influence sur les modèles de peuplement au début de l'Empire romain.

## Anomalies en iridium
Il était chercheur à l'université de Berkeley quand, en arpentant vers le milieu des années 1970 la région de Gubbio, une ville italienne, il découvrit une étrange strate argileuse sombre montrant la disparition subite du plancton marin, pourvoyeur en carbonates. La couche fut dûment datée et analysée et les chercheurs découvrirent à leur grande stupéfaction que cette strate contenait une quantité anormalement élevée d'un élément rare à la surface de la Terre, l'iridium. Ce métal est en revanche assez abondant dans les comètes et les astéroïdes. Or à cette époque disparaissent aussi les grands reptiles marins, les dinosaures, les ammonites et les bélemnites.
La NASA a confirmé la thèse de Walter Alvarez, le 12 mars 1999, en annonçant la découverte de couches de matériaux éjectés lors de l'impact sur deux sites, au Mexique et au Belize.
Une mappemonde des anomalies en iridium dans la couche d'argile noire, baptisée couche KT (Cretaceous-Tertiary en anglais), est tenue à jour au fur et à mesure des découvertes.

## Autres impacts de sa théorie
La théorie avancée par Walter Alvarez expliquerait aussi une autre crise biologique majeure, celle de la frontière entre les temps géologiques Permien-Trias qui a été le siège d'une importante extinction connue d'espèces vivantes. Un cratère d'impact candidat a été trouvé au large de l'Australie, celui de Bedout.
Mais sa proposition est controversée puisque l'on retrouve à la même période des épanchements volcaniques gigantesques, notamment ceux de Sibérie.

## Distinction
- Prix Vetlesen pour ses travaux de pionnier sur l'importance du catastrophisme dans l'évolution en géologie et dans la genèse de la biosphère. Le prix lui a été décerné pour sa découverte de la fameuse strate d'argile noire contenant une quantité anormalement élevée d'un métal lourd l'iridium, marquant précisément la fin du Crétacé et le début de l'ère tertiaire.

## Publication
La fin tragique des dinosaures, Hachette, Paris, 1998  (ISBN 2012353983 et 978-2012353985) (éd.originale : T. Rex and the Crater of Doom by Walter Alvarez (Princeton University Press, 1997)  (ISBN 0-375-70210-5).